# Controvérsia de Cambridge
A Controvérsia de Cambridge  – as vezes chamada "a controvérsia do capital" ou "o debate das duas Cambridges" refere-se a um debate teórico e matemático durante a década de 1960 entre economistas relativo a natureza e papel de bens de capital e a critica da visão neoclássica dominante de produção e distribuição agregada. O nome surge por causa da localização dos principais envolvidos na controvérsia: o debate foi em grande parte entre economistas tais como Joan Robinson e Piero Sraffa na Universidade de Cambridge na Inglaterra e economistas tais como Paul Samuelson e Robert Solow no Instituto de Tecnologia de Massachusetts, em Cambridge, Massachusetts. As duas escolas são frequentemente rotuladas "Sraffiana" ou "neo-Ricardiana" e "neoclássica", respectivamente.
A maior parte do debate é matemática, mas alguns dos elementos principais podem ser explicados em termos simples e como parte do 'problema da agregação'. Isso é, a critica da teoria neoclássica do capital pode ser resumida como dizendo que sofre da falácia da composição, ou seja., que não podemos simplesmente pular de concepções microeconômicas para um entendimento da produção pela sociedade como um todo. A resolução do debate, particularmente o quão amplas são suas implicações, não tem sido acordada pelos economistas.

## Questões ideológicas
Grande parte da emoção por trás do debate surgiu porque as críticas técnicas da teoria da produtividade marginal estavam conectadas a argumentos mais amplos com implicações ideológicas. O  famoso economista neoclássico John Bates Clark viu a taxa de lucro de equilíbrio (a qual ajuda a determinar a renda dos donos de bens de capital) como um preço de mercado determinado pela tecnologia e as proporções relativas nas quais os "fatores de produção" são usados na produção. Assim como salários são a recompensa pelo trabalho que os trabalhadores fazem, lucros são a recompensa pelas contribuições produtivas do capital: assim, as operações normais do sistema sob condições competitivas pagam lucros aos donos de capital. Respondendo à "acusação que paira sobre a sociedade" que envolve "exploração do trabalho", Clark escreveu:
É o propósito deste trabalho [seu 'Distribution of Wealth' de 1899] mostrar que a distribuição da renda da sociedade é controlada por uma lei natural e que essa lei, se funcionasse sem atritos daria para cada agente da produção a quantia de riqueza a qual esse agente cria. Entretanto, salários podem ser ajustados por barganhas feitas livremente entre homens individuais [isto é, sem sindicatos e outras "imperfeições do mercado"], as taxas de pagamento que resultam de tais transações tendem, é aqui alegado, a igualar essa parte da produção da indústria a qual é rastreável ao trabalho em si mesmo, e por mais que os juros [isto é, lucros] possam ser ajustados por negociação similarmente livre, ela tende naturalmente a igualar o produto fracionário que é separadamente rastreável ao capital.
Estes lucros são, por sua vez, vistos como recompensas para a poupança, isto é, abstinência do consumo atual, a qual levou à criação de bens de capital. (Mais tarde, John Maynard Keynes e sua escola argumentaram que a poupança não automaticamente leva ao investimento em bens de capital tangíveis.) Assim, nesta visão, a renda de lucro é uma recompensa para aqueles que valorizam altamente a renda futura e estão assim dispostos a sacrificar o prazer atual. Estritamente falando, entretanto, a teoria neoclássica moderna não  diz que a renda do capital ou do trabalho é "merecida" em algum sentido moral ou normativo. Mas apesar dos esforços ostensivos para separar economia positiva de normativa, o tom normativo aparece em muitos trabalhos econômicas de qualquer maneira.
Alguns membros da escola Marxiana argumentam que mesmo se os meios de produção "ganhassem" um retorno baseado em seus produtos marginais,isso não implica que seus donos (isto é, os capitalistas) criaram o produto marginal e devem ser recompensados. Na visão Sraffiana, a taxa de lucro não  é um preço, e não é claro que ela é determinada em um mercado. Em particular, ela apenas reflete parcialmente a escassez dos meios de produção relativos à sua demanda. Enquanto os preços de diferentes tipos de meios de produção são  preços,a  taxa de lucro pode ser vista em termos Marxianos, como refletindo o poder social e econômico que possuir os meios de produção dá a esta minoria para explorar a maioria dos trabalhadores e receber lucro. Mas nem todos os seguidores de Sraffa interpretam sua teoria da produção e do capital But dessa forma Marxiana. Nem todos os Marxistas abraçam o modelo Sraffiano: na verdade, tais autores como Michael Lebowitz e Frank Roosevelt são altamente críticos das interpretações Sraffianas, exceto como uma crítica técnica estreita da visão neoclássica. Há também economistas Marxianos, como Michael Albert e Robin Hahnel, que consideram a teoria Sraffiana dos preços, salários e lucro ser superior a própria teoria de Marx.
O resto deste artigo diz respeito apenas a questões técnicas.

## O problema da agregação
Em economia neoclássica, uma função de produção é frequentemente presumida, por exemplo,
{\displaystyle Q=A.f(K,L)}
onde Q  é a saída (output), A  é o fator representando a tecnologia, K  é a soma do valor de bens de capital, e L  é a entrada (input) de trabalho. O preço do output homogêneo é tomado como o numéraire, de modo que o valor de cada bem de capital é tomado como homogêneo com o output. Diferentes tipos de trabalho são presumidos reduzidos a uma unidade comum, geralmente mão de obra não qualificada. Ambas os inputs tem um impacto positivo no output, com retornos marginais decrescentes.
Em alguns modelos de equilíbrio geral mais complicados desenvolvidos pela escola neoclássica, trabalho e capital são presumidos como sendo heterogêneos e medidos em unidades físicas. Na maioria das versões da teoria neoclássica do crescimento (por exemplo, no modelo de crescimento de Solow),porém, a função é presumida a ser aplicada para toda a economia . Esta visão retrata uma economia como uma grande fábrica ao invés de como uma coleção de um grande número de locais de trabalho heterogêneos.
Esta visão produz uma proposição central nos livros de ensino da economia neoclássica, isto é, que a renda ganha por cada "fator de produção" (essencialmente,trabalho e "capital") é igual ao seu produto marginal. Assim, com mercados de produtos e insumos perfeitos, o salário (dividido pelo preço do produto) é alegado se igualar ao produto físico marginal do trabalho. Mais importante para a discussão aqui, a taxa de lucro (às vezes confundida com a taxa de juros, isto é,o custo do financiamento) é suposta se igualar ao produto físico marginal do capital. (Por simplicidade, abreviamos "bens de capital" como "capital".) Uma segunda proposição central é que uma mudança nos preços de um fator de produção levará a uma mudança no uso desse fator - um aumento na taxa de lucro (associada com quedas salariais) conduzirá a mais desse fator sendo usado na produção. A lei dos rendimentos marginais decrescentes implica que um maior uso deste insumo implicará um menor produto marginal, com todo o mais constante: uma vez que uma firma está recebendo menos da adição de uma unidade de bem de capital do que é recebido da anterior,a  taxa de lucro deve aumentar para incentivar o emprego dessa unidade extra, assumindo maximização do lucro.
Piero Sraffa e Joan Robinson, cujos trabalhos desencadearam a controvérsia de Cambridge, apontaram que havia um problema de medição inerente em aplicar este modelo de distribuição de renda ao capital. A renda capitalista (lucro total ou renda da propriedade) é definida como a taxa de lucro multiplicada pela quantia de capital, mas a medição da "quantia de capital" envolve somar objetivos físicos bastante incomparáveis – adicionando o número de caminhões ao número de lasers, por exemplo. Isso é, assim como não se pode adicionar "maçãs e laranjas" heterogêneas, não podemos simplesmente somar unidades simples de "capital". Como Robinson argumentou, não há tal coisa como "leets", um elemento inerente de cada bem de capital que pode ser somado independente dos preços daqueles bens.

### Uma apresentação Sraffiana
Economistas neoclássicos presumiram que não havia problema real aqui. Disseram: basta somar o valor do dinheiro de todos estes diferentes itens de capital para obter uma quantia agregada de capital (enquanto corrigindo os efeitos da inflação). Mas Sraffa assinalou que esta medida financeira da quantia de capital é determinada parcialmente pela taxa de lucro. Isto é um problema porque a teoria neoclássica nos diz que esta taxa de lucro é em si suposta ser determinada pela quantia de capital sendo usada. Há circularidade no argumento. Uma taxa de lucro em queda tem um efeito direto na quantia de capital; não simplesmente causa maior emprego dela.
Em termos muito simples, suponha que o capital atualmente consiste em 10 caminhões e 5 lasers. Caminhões são produzidas e vendidas por $ 50.000 cada, enquanto que cada laser sai por $ 30.000. Assim, o valor de nosso capital se iguala a soma de (preço)*(quantidade) = 10*$50.000 + 5*$30.000 = $650.000 = K .
Como notado, este K  pode mudar se a taxa de lucro sobe. Para ver isto, defina o preço da produção para dois tipos de bens de capital. Para cada item, siga o tipo de regra de precificação usada pela economia neoclássica para itens produzidos, onde o preço é determinado pelos custos explícitos de produção:
P  = (custo de trabalho por unidade) + (custo de capital por unidade)*(1 + r )
Aqui, P  é o preço de um item e r  é a taxa de lucro. Presuma que os donos das fábricas sejam recompensados recebendo renda proporcional ao capital que eles adiantaram para produção (com a proporção sendo determinada pela taxa de lucro). Presuma que o custo de trabalho por unidade se iguala a W  em cada setor (e não muda). Ambos r  e W  são presumidos a serem igualados entre os setores devido a competição, isto é, a mobilidade de capital e trabalho entre setores.
Note que esta concepção Clássica de precificação é diferente da visão de "oferta e demanda" neoclássica padrão. Ela se refere à determinação de preço a longo prazo. Pode ser reconciliada com a economia neoclássica assumindo que a produção segue rendimentos constantes à escala.
Além disso,esta formulação não trata a taxa de lucro como um preço determinado pela oferta e demanda. Em vez disso, ela se encaixa mais com concepções neoclássicas de lucros "normais". Estas referem-se aos lucros básicos que os donos do capital devem receber para permanecer nos negócios em seu setor. Terceiro, enquanto a economia neoclássica presume que a taxa "normal"de lucro é determinada pela produção agregada (como discutido acima), esta formulação toma a taxa de lucro como dadas exógenamente. Isso porque toda a teoria neoclássica de determinação da taxa de lucro está sendo questionada: se podemos ir do produto marginal do capital para a taxa de lucro, deveríamos ser capazes de ir da taxa de lucro para o produto marginal. Em todo o caso, pouco se algum participantes na Controvérsia de Cambridge atacaram a critica Sraffiana por estes motivos.
Volte para a fórmula de precificação acima. Como no mundo real, a intensidade do capital de produção (custo de capital por unidade) difere-se entre os setores produzindo os tipos diferentes de bens de capital. Suponha que leve o dobro de capital por unidade de produto para produzir caminhões do que leva para para produzir lasers, de modo que o custo de capital por unidade iguala-se a $20.000 para caminhões(trucks) (T) e $10.000 para lasers (L), onde estes coeficientes são inicialmente presumidos não mudar. Então,
PT  = W  + $20.000*(1 + r )
PL  = W  + $10.000*(1 + r )
Se W  = $10.000 e r  = 1 = 100% (um caso extremo usado para tornar os cálculo óbvios), então PT  = $50.000 e PL  = $30.000, como presumido. Como acima, K  = $650.000.
Agora, suponha que r  cai a zero (outro caso extremo). Então, PT  = $30.000 e PL  = $20.000, de modo que o valor do capital iguala-se a 10*$30.000 + 5*$20.000 = $400.000. O valor de K  varia, assim, com a taxa de lucro. Note que não varia em proporção  como com uma inflação geral ou deflação que muda ambos os preços pela mesma porcentagem: o resultado exato depende da "intensidade de capital" relativa dos dois setores.
Este resultado não é mudado pelo fato de que para ambos os itens, o custo de capital por unidade mudaria como os dois preços mudam (ao contrário da suposição feita acima). Nem muda se a taxa salarial e o custo de trabalho por unidade (W ) mudar.
Além disso, uma réplica óbvia é que podemos agregar capital simplesmente usando o primeiro conjunto de preços e ignorando o segundo, como feito com muitas correções de inflação. Isto não funciona, porém, porque a variação da taxa de lucro é teorizada como acontecendo em um ponto especifico no tempo  em termos puramente matemáticos ao invés de como parte de um processo histórico. O ponto é que, se concepções neoclássicas não funcionam em um tempo especifico (estático), elas não podem lidar com as questões mais complicadas da dinâmica. Esta critica da concepção neoclássica é mais uma questão de apontar suas principais falhas técnicas na do que apresentar uma alternativa.
Em geral, esta discussão diz que a distribuição de renda (e r ) ajuda a determinar a quantia medida de capital ao invés de ser determinada pela quantia. Também diz que capital físico é heterogêneo e não pode ser somado da forma que o capital financeiro pode. Para este ultimo, todas as unidades são medidas em termos monetários e podem assim ser facilmente somadas. Mesmo assim, é claro, o preço da soma de capital financeiro varia com a taxa de juros.
Sraffa sugeriu uma técnica de agregação (derivada em parte da economia Marxiana) pela qual uma medida da quantia de capital poderia ser produzida reduzindo todas as maquinas à uma soma de trabalho datado  de diferentes anos. Uma maquina produzida no ano 2000 pode então ser tratada como as entradas de trabalho e commodities usadas para produzi-la em 1999 (multiplicada pela taxa de lucro); e a commodity de entrada em 1999 pode ser ainda reduzida ao trabalho de entrada que os fizeram em 1998 mais a commodity de entrada (multiplicada pela taxa de lucro novamente); e assim por diante até o componente não-trabalho foi reduzido a uma quantia insignificante (mas não zero). Então você pode somar o valor do trabalho datado de um caminhão ao valor do trabalho datado de um laser.
Entretanto, Sraffa em seguida apontou que esta técnica de medição precisa ainda envolvia a taxa de lucro: a quantia de capital dependia da taxa de lucro. Isto reverteu a direção de causalidade que a economia neoclássica presumiu entre a taxa de lucro e a quantia de capital. Além disso, Sraffa mostrou que uma mudança na taxa de lucro mudaria a quantia medida de capital, e em formas altamente não-lineares: um aumento na taxa de lucro pode inicialmente aumentar o valor percebido do caminhão mais do que o do laser, mas, em seguida, reverte o efeito em ainda maiores taxa de lucro. Veja "Retorno das técnicas" abaixo. A analise implica ainda que um uso mais intensivo de um fator de produção, incluindo outros fatores além do capital, pode ser associada com um maior preço, não menor, desse fator.
De acordo com os críticos de Cambridge, Inglaterra, esta analise é, assim, um sério desafio, particularmente em mercados de fatores, à visão neoclássica de preços como índices de escassez e a versão neoclássica simples do principio da substituição.

### Uma apresentação de equilíbrio geral
Uma maneira diferente de entender o problema da agregação não envolve as equações Clássicas de precificação. Pense em uma diminuição no r , o retorno sobre o capital (correspondendo a um aumento em w , a taxa salarial, dado que os níveis iniciais de capital e tecnologia permanecem constantes). Isto causa uma mudança na distribuição de renda, a natureza dos vários bens  de capital demandados, e assim uma mudança em seus preços. Isto causa uma mudança no valor de K  (como discutido acima). Então, novamente, a taxa de retorno sobre K  (isto é, r ) não é independente da medida de K , como presumido no modelo neoclássico de crescimento e distribuição. Causalidade vai em ambas as direções, de K  para r  e de r  para K . Este problema é às vezes visto como análogo aos resultados de Sonnenschein-Mantel-Debreu (por exemplo, por Mas-Colell 1989) na teoria do equilíbrio geral, o qual mostra que modelos de agente representativo não podem ser teoricamente justificados, exceto sob condições restritivas (ver Kirman, 1992 para uma explicação dos resultados de Sonnenschein-Mantel-Debreu como um problema de agregação). Note que este diz que não é simplesmente K  que está sujeito a problemas de agregação: L  também está.

### Uma apresentação matemática simples
Uma terceira maneira de olhar para este problema é lembrar que muitos economistas neoclássicos presumem que ambos, firmas individuais (ou setores) e a economia inteira encaixam-se na função de produção Cobb-Douglas com rendimentos constantes à escala. Isso é, o output de cada setor i  é determinado pela equação:
Aqui, A  é a constante (representando tecnologia e similares), K  é suposto representar o estoque de bens de capital (presumido ser mensurável), e L  é a quantia de trabalho de entrada. O coeficiente a  é suposto representar a tecnologia para este setor i . (Seu índice é deixado de fora por conveniência.)
O problema é que a menos que imponhamos restrições matemáticas muito fortes, não podemos  dizer que esta função de produção Cobb-Douglas para o setor i  mais uma para o setor j  (mais essa para o setor k , etc.) soma-se a uma função de produção Cobb-Douglas para a economia como um todo (com K  e L  sendo a soma de todos os diferentes valores setoriais). Em suma, para a soma das funções de produção de Cobb-Douglas igualarem-se a um Cobb-Douglas, as funções de produção para todos os diferentes setores devem ter os mesmos valore de A  e a .

## Retorno das técnicas
Retorno de técnicas  significa que não há relação simples (monotônica) entre a natureza das técnicas de produção usadas e a taxa de lucro. Por exemplo, podemos ver a situação na qual uma técnica de produção é minimizadora de custo em baixas e altas taxas de lucro, mas outra técnica é minimizadora de custo em taxas intermediárias.
Retorno de técnicas implica a possibilidade de reversão de capital , uma associação entre altas taxas de juros (ou taxas de lucro) e técnicas mais intensivas em capital. Assim, um retorno de técnicas implica a rejeição de uma relação simples (monotônica) não crescente entre intensidade de capital e de modo idêntico a taxa de lucro, as vezes confusamente referida como a taxa de juro. A medidas que as taxas caem, por exemplo, negócios com fins lucrativos podem mudar do uso de um conjunto de técnicas(A ) para outro (B ) e então voltar para A . Este problema surge para um processo de produção tanto macroeconômico quanto microeconômico e assim vai além dos problemas de agregação discutidos acima.
Em um artigo de 1966, o famoso economista neoclássico Paul A. Samuelson resume o debate do retorno de técnicas:
"O fenômeno do retorno para uma taxa de juros muita baixa para um conjunto de técnicas que pareciam viáveis apenas em uma taxa de juro muito alta envolve mais do que dificuldades esotéricas. Isso mostra que o conto simples contado por Jevons, Böhm-Bawerk, Wicksell e outros escritores neoclássicos — alegando que, à medida que a taxa de juro cai em consequência da abstenção do consumo presente em favor do futuro, a tecnologia deve tornar-se em algum sentido mais 'roundabout,' mais 'mecanizada' e 'mais produtiva' — não pode ser universalmente válido." ("A Summing Up," Quarterly Journal of Economics  vol. 80, 1966, p. 568.)
Samuelson dá um exemplo envolvendo tanto o conceito Sraffiano de novos produtos feitos com trabalho empregando bens de capital pelo trabalho morto ou "datado" (em vez de máquinas que têm um papel independente) e o conceito "Austríaco" de "roundaboutness" — supostamente uma medida física de intensidade de capital.
Ao invés de simplesmente tomar uma função neoclássica de produção por concedida, Samuelson segue a tradição Sraffiana de construir uma função de produção postulando métodos alternativos para produzir um produto. Os métodos postuladas exibem diferentes combinações de entradas. Samuelson mostra como a maximização do lucro (minimização de custos) indica a melhor maneira de produzir o output, dado um salário ou taxa de lucro especificado externamente. Samuelson termina rejeitando sua visão mantida anteriormente de que capital heterogêneo poderia ser tratado como um único bem de capital, homogêneo com o bem de consumo, através de uma "função de produção substituta".
Considere a abordagem "Austríaca" de Samuelson. Em seu exemplo, há duas técnicas, A  e B , que usam trabalho em tempos diferentes (–1 , –2 , e –3 , representando anos no passado) para produzir output de 1 unidade no tempo posterior 0 (o presente).
| período de tempo | input ou output   | técnica A | técnica B |
| ---------------- | ----------------- | --------- | --------- |
| –3               | input de trabalho | 0         | 2         |
| –2               | input de trabalho | 7         | 0         |
| –1               | input de trabalho | 0         | 6         |
| 0                | output            | 1         | 1         |

Então, usando este exemplo (e uma discussão posterior), Samuelson demonstra que é impossível definir o "roundaboutness" relativo das duas técnicas como neste exemplo, contrário as afirmações Austríacas. Ele mostra que uma taxa de lucro acima de 100 por cento a técnica A  será usada por um negócio que maximiza o lucro; entre 50 e 100 por cento, a técnica B  será usada; enquanto em uma taxa de juro abaixo de 50 por cento, a técnica A  será usada novamente. Os números de taxa de juro são extremos, mas este fenômeno de retorno das técnicas pode ser mostrado ocorrente em outros exemplos taxas de juros mais moderadas.
A segunda tabela mostra três taxas de juros possíveis e os custos trabalhistas totais resultantes para as duas técnicas. Já que os benefícios de cada um dos dois processos são os mesmos, podemos simplesmente comparar os custos. Os custos no tempo 0 são calculados na forma econômica padrão, presumindo que cada unidade de trabalho custa $w  para contratar:
onde L–n  é a quantia de trabalho contribuída no tempo n  anterior ao tempo 0.
| taxa de juros | técnica A | técnica B |
| 150%          | $43.75    | $46.25    |
| 75%           | $21.44    | $21.22    |
| 0%            | $7.00     | $8.00     |

Os resultados em negrito indicam qual técnica é menos cara, mostrando reswitching. Não há relação simples (monotônica) entre a taxa de juro e a "intensidade de capital" ou roundaboutness de produção, seja no nível macro ou microeconômico de agregação.

## Pontos de vista
Por mais natural que pareça, as duas escolas em disputa chegaram em conclusões diferentes a respeito deste debate. É útil citar algumas destas.

### Visões Sraffianas
Aqui estão algumas das visões dos críticos de Cambridge:

"A reversão de capital torna sem sentido os conceitos neoclássicos de substituição de inputs e escassez de capital ou escassez de trabalho. Ela coloca em risco a teoria neoclássica do capital e a noção de curva de demanda de fatores de produção, tanto a nível econômico quanto industrial. Ela também coloca em risco as teorias neoclássicas de produção e determinação de emprego, bem como as teorias monetárias Wicksellianas, uma vez que todas elas são privadas de estabilidade. As consequências para a análise neoclássica são, assim, bastante devastadoras. É geralmente afirmado que apenas a teoria neoclássica agregada da variedade de livros-texto — e consequentemente a teoria macroeconomia, baseada em funções de produção agregada — é afetada pela reversão de capital. Foi apontado, entretanto, que quando modelos neoclássicos de equilíbrio geral são are estendidos para equilíbrio de longo prazo, provas de estabilidade exigem a exclusão da inversão de capital (Schefold 1997). Nesse sentido, todos os modelos neoclássicos de produção seriam afetados pela inversão de capital." (Lavoie 2000)

"Estes achados destroem, por exemplo, a validade geral da teoria do comercio internacional de Heckscher-Ohlin-Samuelson (como autores tais como Sergio Parrinello, Stanley Metcalfe, Ian Steedman, e Lynn Mainwaring tem demonstrado), do conceito de neutralidade Hicksiana do progresso técnico (como Steedman demonstrou), da teoria neoclássica da incidência de impostos (como Steedman e Metcalfe tem demonstrado), e da teoria Pigouviana da tributação aplicada em economia ambiental (como Gehrke e Lager tem demonstrado)." (Gehrke e Lager 2000)

### Visões Neoclássicas
O economista neoclássico Christopher Bliss comenta:

"...o que se poderia chamar o aspecto existencial da teoria do capital não tem atraído muito interesse nos últimos 25 anos. Um pequeno grupo
de ‘verdadeiros crentes’ tem mantido o ataque a ortodoxa teoria do capital até hoje, e de sua companhia vem pelo menos um de meus coeditores[sic]. Chamarei a essa escola vagamente conectada os teóricos Anglo-italianos. Nenhum
nome simples é ideal, mas o que escolhi indica pelo menos que as influências de Piero
Sraffa e Joan Robinson, em particular, são de importância central. Mesmo nesse caso, há um
sabor de necrofilia no ar. Se alguém fizer a pergunta: que nova ideia saiu do
pensamento Anglo-Italiano nos últimos 20 anos?, cria-se uma situação social embaraçosa. Isto

é porque não está claro que qualquer coisa nova saiu dos velhos, amargos debates.
Enquanto isso, a teoria dominante tem tomado diferentes direções. O interesse mudou de modelos estilo equilíbrio geral (grande dimensão) para modelos simples, principalmente de um bem. Modelos de otimização dinâmica estilo Ramsey em grande parte deslocadas a abordagem coeficiente de poupança fixa. Os muitos consumidores que Stiglitz implantou na modelagem neoclássica do crescimento não floresceu lá. Em vez disso, o agente representativo é geralmente agora o condutor do modelo. Finalmente, o progresso técnico exógeno de Harrod, e a maioria dos escritores sobre crescimento a partir de qualquer escola na década de 1960 e posteriores, foi adotado por inúmeros modelos que tornam o progresso técnicos endógeno em uma das várias maneiras possíveis...
...Podem as velhas preocupações sobre o capital serem retiradas, pulverizadas abaixo e dirigidas aos modelos contemporâneos? Se isso pudesse ser feito, se esperaria que sua contribuição pudesse ser mais construtiva do que abordagem de destruição assegurada mutuamente que marcou alguns dos debates de 1960. É evidente que modelos mais ricos rendem possibilidades mais ricas. Eles não fazem isso em proporção quando optimização soluções modelo. Entretanto, sabemos que modelos de muitos agentes podem ter múltiplos equilíbrios quando todos os agentes optimizam. Pode haver caminhos frutíferos adiante nessa direção.
Velhas contribuições deveriam melhor ser deixadas enterradas quando elas envolvem o uso do capital como uma vara para bater na teoria marginal. Todo opitimo implica condições marginais de alguma forma. Estas condições fazem parte de uma solução global. Nem eles nem as quantidades envolvidas neles são anteriores à solução global. Ela reflete muito mal sobre economistas e suas ansiedades de intelecto que isto nem sempre foi óbvio para todos. "(Bliss 2005)

## Conclusão
Parte do problema neste debate girou em torno do alto nível de abstração e idealização que ocorre na construção de modelos econômicos sobre tópicos como capital e crescimento econômico. Os modelos neoclássicos originais de crescimento agregado apresentados por Robert Solow e Trevor Swan eram diretos, com resultados simples e conclusões sem complicações as quais implicaram previsões sobre o mundo real empírico. Os  seguidores de Robinson e Sraffa argumentaram que modelos matemáticos mais sofisticados e complicados implicavam que para o modelo de Solow-Swan dizer alguma coisa sobre o mundo, suposições cruciais irrealistas (que Solow e Swan tinham ignorado) devem ser verdadeiras.
Para escolher um exemplo que não recebeu muita atenção no debate (porque era compartilhado por ambos os lados) o modelo Solow-Swan presume um equilíbrio continuamente alcançado com 'pleno emprego' de todos os recursos. Contrário a economia Keynesiana, poupança determina o investimento nestes modelos (ao invés de vice versa ). O fato de que a critica também foi declarada inteiramente usando exatamente o mesmo tipo de suposições irrealistas significou que era muito difícil fazer qualquer coisa exceto 'criticar' Solow e Swam. Isso é, os modelos Sraffianos eram explicitamente separados da realidade empírica. E, como é muito comum em debates, era muito mais fácil destruir a teoria neoclássica do que desenvolver uma alternativa em grande escala que possa nos ajudar a entender o mundo.
Em suma, o progresso produzido pela Controvérsia de Cambridge foi da dependência irrealista de suposições não declaradas ou desconhecidas à uma consciência clara sobre a necessidade de fazer tais suposições. Mas isso deixou os Sraffianos em uma situação onde suposições irreais impediram a maioria das aplicações empíricas, junto com novos desenvolvimentos da teoria. Assim, não é surpreendente que Bliss pergunte: "que nova ideia saiu do pensamento Anglo-Italiano nos últimos 20 anos?"
Embora Sraffa, Robinson, e outros tenham argumentado que seus fundamentos eram infundados, o modelo de crescimento de Solow-Swan baseado em um estoque agregado de valor único de bens de capital tem permanecido uma peça central da macroeconomia neoclássica e teoria do crescimento é também a base para a "nova teoria do crescimento." Em alguns casos, o uso de uma função de produção agregada é justificado com um apelo a uma metodologia instrumentalista e uma necessidade por simplicidade no trabalho empírico.
Teóricos neoclássicos, tais como Bliss (citado acima) tem geralmente aceitado a critica "Anglo-Italiana" do modelo neoclássico simples e tem ido em frente, aplicando a visão político-econômica 'mais geral' da economia neoclássica a novas questões. Alguns teóricos, tais como Bliss, Edwin Burmeister, e Frank Hahn, argumentaram que a teoria neoclássica rigorosa é mais apropriadamente estabelecida em termos de microeconomia e modelos de equilíbrio geral intertemporais.
Os críticos, tais como Pierangelo Garegnani (2008), Fabio Petri (2009), e Bertram Schefold (2005), tem repetidamente argumentado que tais modelos não são empiricamente aplicáveis e que, em todo o caso, os problemas teóricos do capital reaparecem em tais modelos em uma forma diferente. A natureza abstrata de tais modelos tornou mais difícil para revelar claramente tais problemas de uma forma tão clara como eles aparecem em modelos de longo período.
Desde que Samuelson foi um dos principais defensores neoclássicos da ideia de que capital heterogêneo poderia ser tratado como um único bem de capital, seu artigo (discutido acima) mostrou conclusivamente que resultados de modelos simplificados com um bem de capital não se mantem necessariamente em modelos mais gerais. Ele assim usa principalmente modelos multissetoriais da tradição Leontief-Sraffiana em vez do modelo agregado neoclássico.
Muito frequentemente, neoclássicos simplesmente ignoram a controvérsia enquanto muitos nem mesmo sabem sobre ela. De fato, a vasta maioria das escolas de graduação em economia no Estados Unidos não ensinam seus estudantes sobre isso:

"É importante, para o registro, reconhecer que participantes chave no debate admitiram abertamente seus erros. A sétima edição de Economics , de Samuelson, foi purgada de erros. Levhari e Samuelson publicaram um artigo que começou com, 'Desejamos tornar claro para o registro que o teorema do não-retorno associada a nós é definitivamente falso. Somos gratos ao Dr. Pasinetti ...' (Levhari e Samuelson 1966). Leland Yeager e eu juntamente publicamos uma nota reconhecendo seu erro mais cedo e tentando resolver o conflito entre nossa perspectivas teóricas. (Burmeister e Yeager, 1978).
Entretanto, o dano tinha sido feito, e Cambridge, Reino Unido, 'declarou vitória': Levhari estava errado, Samuelson estava errado, Solow estava errado, MIT estava errado e portanto a economia neoclássica estava errada. Como resultado, há alguns grupos de economistas que tem abandonado a economia neoclássica para seus próprios refinamentos da economia clássica. Nos Estados Unidos, por outro lado, a economia dominante continua como se a controvérsia nunca tivesse ocorrido. Os livros de ensino de macroeconomia discutem o 'capital' como se fosse um conceito bem definido - o que não é, exceto em um mundo muito especial de um bem de capital (ou sob outras condições irrealisticamente restritivas). Os problemas de bens de capital heterogêneo tem também sido ignorados na 'revolução de expectativas racionais' e em praticamente todo trabalho econométrico."
(Burmeister 2000)